# 促進ルール
促進ルール（そくしんルール）とは、卓球の試合においてゲームが長引いたときに適用される、試合進行を促進させるためのルールである。
1ゲームが10分経過しても終わらない場合に適用される。ただし、対戦両者のポイントの合計が少なくとも18点以上に達した場合は適用されない。また対戦者双方の合意があれば、10分経過していなくても促進ルールを適用することができる。
制限時間に達すると促進ルール適用が審判から宣告され、促進ルール適用下で競技が再開される。制限時間に達した時がプレー中であった場合、審判は「レット」をコールして、そのプレーを中断させ、ルール適用を宣告する。その際、中断されたラリーでサービスを行っていた競技者からのサービスで競技が再開される。
一般に卓球の1ゲームは5分程度で終わることが多く、ドライブ主戦型や前陣速攻型などの攻撃型選手の試合で10分を越えることは稀であるため、促進ルールが適用される例は少ない。カット主戦型を始めとする守備型との対戦では、ラリーが長く続くため試合時間が延びることがある。特に守備型同士の試合で両者共に守備に徹すると、促進ルールが適用されやすい傾向にあるが、どちらかの選手が攻撃を仕掛ける展開になった場合、促進ルールを適用せずに試合終了する場合も多々ある。
促進ルールが適用された場合、13回のリターンに成功すればレシーバー側の得点となるため、サーバー側は攻撃する必要性が出てくる。そのため、最終的には守備型選手であっても攻撃で得点する戦術が必要になる。

## 主要大会での適用事例
- 2009年1月に開催された全日本卓球選手権大会女子シングルス決勝・平野早矢香対王輝戦で、第7ゲーム終盤にゲーム時間が10分を越えたため促進ルールが適用され、平野にとっては初めての促進ルールだったが、このゲームを勝って全日本3連覇を達成した。
- 2010年5月にロシアのモスクワで開催された第50回世界卓球選手権団体戦準々決勝・日本対韓国戦の第1試合・平野早矢香対朴美英戦では、第2ゲーム終盤の8対10となった時点でゲーム時間が10分を越えたため、促進ルールが適用された（現在は促進ルールの適用対象外であるが、2011年3月31日以前は「両者のポイントが9対9以降であれば適用されない」ルールであった。）。
- 2014年5月3日に、東京で開催された第52回世界卓球選手権団体戦準々決勝・日本vsオランダ戦の第3試合・石垣優香対リー・ジエ戦の第1ゲーム、3対7の場面で適用された。カット主戦型同士の対戦であった。
- 2023年5月7日に、神奈川県平塚市で開催された、2023全農CUP平塚大会女子シングルス準決勝・張本美和対佐藤瞳戦において、第4ゲーム10対4の場面で適用された。

## 内容
- サービスは、2本交代から1本交代に変更される。
- レシーバーは、13回の正規のリターンに成功すれば、レシーバーの得点になる。
- いったん促進ルールが適用されると、そのマッチの残りゲームも含め、全て促進ルールが適用される。
- 促進ルールが適用されると、第3審判が主審の隣に立ち、レシーバーがリターンするたびにリターン回数をコールする。